# 田村博
田村 博（たむら ひろし、1935年（昭和10年）4月14日 - 2010年（平成22年）8月28日）は、日本の人間工学者。工学博士。モバイル学会初代会長。ヒューマンインタフェース学会名誉会員（第1号）、京都工芸繊維大学名誉教授。

## 略歴
新潟県新潟市出身。1954年（昭和29年）3月に新潟高等学校を卒業、1958年（昭和33年）3月に京都大学工学部電気工学科を卒業、1963年（昭和38年）3月に京都大学大学院工学研究科電気工学専攻博士課程を修了。
1963年（昭和38年）に京都大学工学部助手に就任、同年9月に退任、10月に大阪大学基礎工学部制御工学科助手に就任、1964年（昭和39年）に同講師に就任、1966年（昭和41年）に同助教授に就任。
1988年（昭和63年）に京都工芸繊維大学工芸学部電子情報工学科教授に就任、1999年（平成11年）に京都工芸繊維大学を定年退官、京都工芸繊維大学名誉教授の称号を受称。
2001年（平成13年）に広島国際大学人間環境学部特任教授および感性情報学科長に就任、2005年（平成17年）に広島国際大学を退職。
2007年（平成19年）3月にモバイル学会初代会長に就任、2010年（平成22年）にモバイル学会会長を退任。

## 業績
ヒューマンインタフェースという分野を確立して日本および海外でヒューマンインタフェースの概念の普及に努めた。また、数多くのヒューマンインタフェースの技術者や研究者を育成した。

## 著作物

### 著書
- 『VDT・健康セミナー テクノストレスとその対策』酒井一博・宮尾克・堀野定雄・細川汀・宮野伸介・西山勝夫・上畑鉄之丞[共著]、労働経済社、1984年。

### 編書
- 『ヒューマン・インタフェース』コロナ社、1987年。
- 『ヒューマン インタフェース』オーム社、1998年。

### 監訳書
- 『利用者インタフェース・ソフトウェア設計ガイドライン』1984年版、S. L. Smith・J. N. Mosier[編]、インタフェース・ソフトウェア研究会、1986年。
  - 『利用者インタフェース・ソフトウェア設計ガイドライン』1986年最終版、S. L. Smith・J. N. Mosier[編]、インタフェース・ソフトウェア研究会、1988年。

### 論文
- CiNii収録論文 - CiNii